# Cotesia

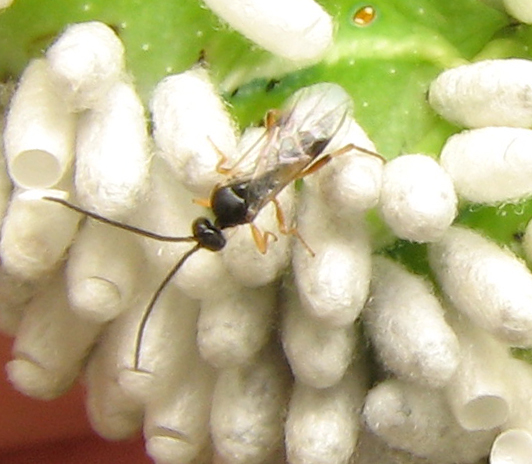
Cotesia congregata en gusano del tabaco, capullos y adulto

Cotesia es un género de avispas bracónidas. Algunas especies parasitan orugas de especies consideradas plagas. Por lo tanto se las considera como controles biológicos. Cotesia congregata ataca al gusano del tabaco y al gusano del tomate. C. glomerata y C. rubecula se alimentan en las orugas del gusano de la col.
Algunas especies se usan como controles biológicos. Por ejemplo C. melanoscelus parasita a la lagarta peluda (Lymantria dispar) que es una seria plaga defoliadora de árboles.

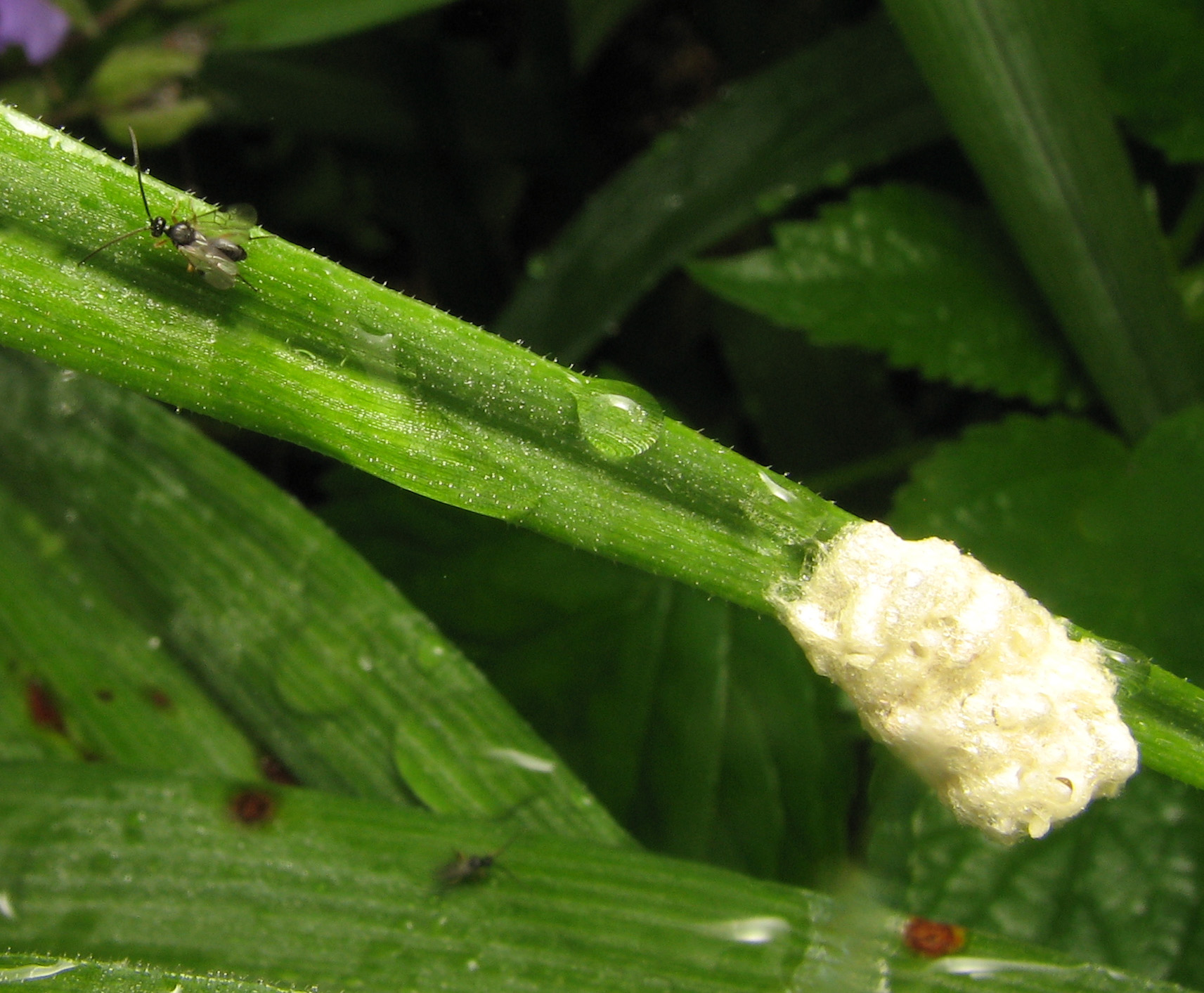
Capullos de Cotesia sp. y adulto

## Especies
Algunas especies en el género son:
- Cotesia icipe Fernandez-Triana & Fiaboe, 2017
- Cotesia xavieri

Lista de especies